# Adoxobotys cacidus
Adoxobotys cacidus là một loài bướm đêm trong họ Crambidae.